# Eisenbahnbrücke Wettingen–Baden
Die Eisenbahnbrücke Wettingen–Baden (auch Untere Limmatbrücke) wurde 1877 fertiggestellt. Sie wurde im Auftrag der Schweizerischen Nordostbahn (NOB) und der Schweizerischen Nationalbahn (SNB) erbaut, führt dreigleisig über die Limmat, wobei zwei Gleise der Bahnstrecke Zürich–Baden dienen, wo die Brücke zwischen den Bahnhöfen Wettingen und Baden liegt, und das dritte Gleis der Bahnstrecke Zofingen–Wettingen dient, wo der nächste Bahnhof Baden Oberstadt ist. Der Fluss ist hier zugleich auch Gemeindegrenze zwischen Baden und Wettingen.

## Geschichte
Die Untere Limmatbrücke wurde 1877 in Betrieb genommen und ersetzte die Streckenführung entlang des westlichen Limmatufers, da sich diese durch heftige Erdrutsche als untauglich erwies. Die ursprüngliche Strecke der Nordbahn führte am linken Limmatufer entlang, wobei die Strecke einen Kriechhang durchquerte, der einen erhöhter Wartungsaufwand der Strecke notwendig machte. Auch wurde die Gemeinde Wettingen ohne Bahnhof umfahren. Im Zusammenhang mit den geplanten Streckenausbauten wurde im Bereich eine Streckenverlegung geplant, die den Ort Wettingen ebenfalls mit einem Bahnhof erschloss. Neben der SNB-Strecke Zofingen -Winterthur war von der NOB auch noch die Bülach-Baden-Bahn geplant, die hier ihren Endpunkt haben sollte. Die Verlegung geschah dadurch, dass man die alte Streckenführung streckte, und die Limmatschlaufe beim Kloster Wettingen mit zwei Brücken überquerte, wobei die hier beschriebene Brücke die nördlichere ist. Auf der Fläche zwischen dem Kloster und dem Dorf entstand der Bahnhof Wettingen. Die Untere Limmatbrücke ist 1875, also nach Fertigstellung der Oberen Limmatbrücke, begonnen worden.

## Konstruktion

### Erste Brücke (1875–1922)
Die erste Brücke bestand aus drei einspurigen, genieteten Gitterträgern mit obenliegender Fahrbahn, so wie sie in den 1860er Jahren üblich waren. Diese Stahlkonstruktion ruhte auf zwei Pfeilern und den beiden Widerlagern, die in Mauerwerk aus Granit ausgeführt sind und auch noch beim heutigen Bauwerk verwendet werden. Die Gleise wurden auf der Eisenkonstruktion verlegt. Die Höhe der Fahrbahn über dem Fluss war bei 33 Metern bei mittlerer Wasserführung der Limmat. Das Gesamtgewicht der Brücke betrug 660 t, und die Baukosten beliefen sich auf 660'000 Franken. Die Gesamtlänge beträgt 133,4 m; die Einzelspannweiten 41,2 m, 51,0 m, 41,2 m. Die Bauausführung hatte die Union, AG für Bergbau, Eisen- und Stahl-Industrie in Dortmund.

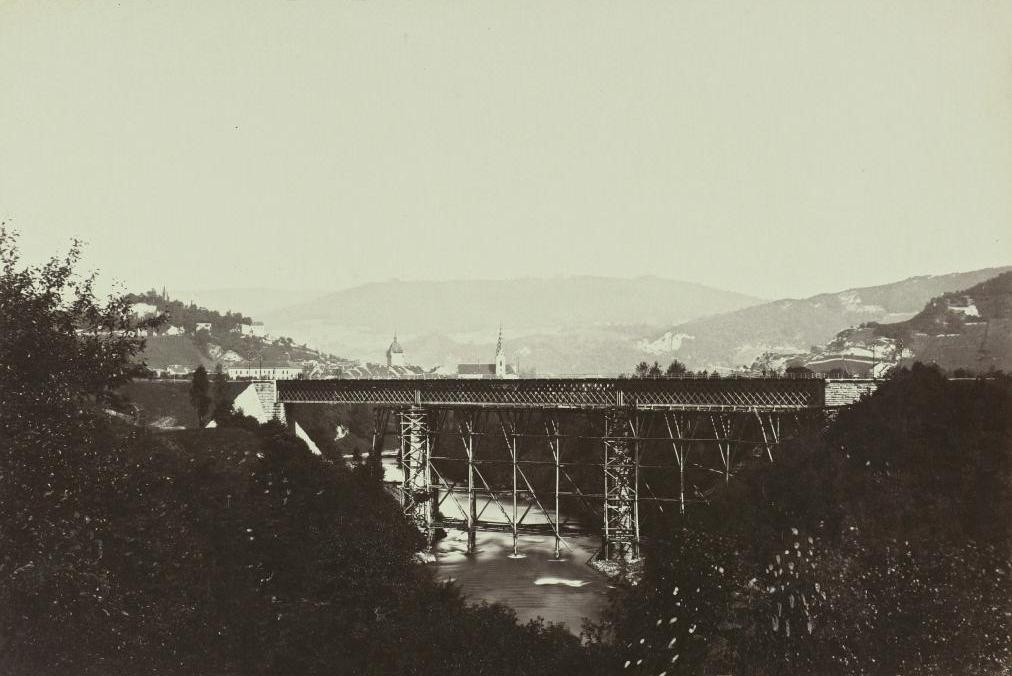
Bau der ersten Unteren Limmatbrücke 1875

### Zweite Brücke (1922–heute)
Die erste Brückenkonstruktion wurde 1922 durch einen Neubau in ähnlicher Bauweise ersetzt. Dazu wurde neben der Brücke die neue Eisenkonstruktion mit genieteten Fachwerkträgern errichtet, die dann zwischen die alten Widerlager geschoben wurde. Das Gesamtgewicht der Brücke erhöhte sich auf 1170 t. Neben den drei Gleisen verläuft seither ein Fussgängersteg.
Die zweite Brücke von 1922 wurde von Wartmann, Vallette und Cie in Brugg, Buss AG in Basel, Löhle und Kern AG in Zürich und der Conrad Zschokke AG in Döttingen ausgeführt. Im Unterschied zum Vorgängerbau sind hier die drei einspurigen Fachwerkträger mit einfachen Strebenzügen und abgesetztem Fussgängersteg ausgeführt. Das Gewicht beträgt 3 × 390 t, also 1170 t. Als Besonderheit gilt der Bau, bei dem die einzelnen Stahlkästen von aussen her konstruiert und anschliessend an ihre endgültige Position geschoben wurden, um weiterhin auf zwei Gleisen den Fahrbetrieb aufrechterhalten zu können. Sie gilt als die damals grösste Brückenverschiebung der Schweiz.

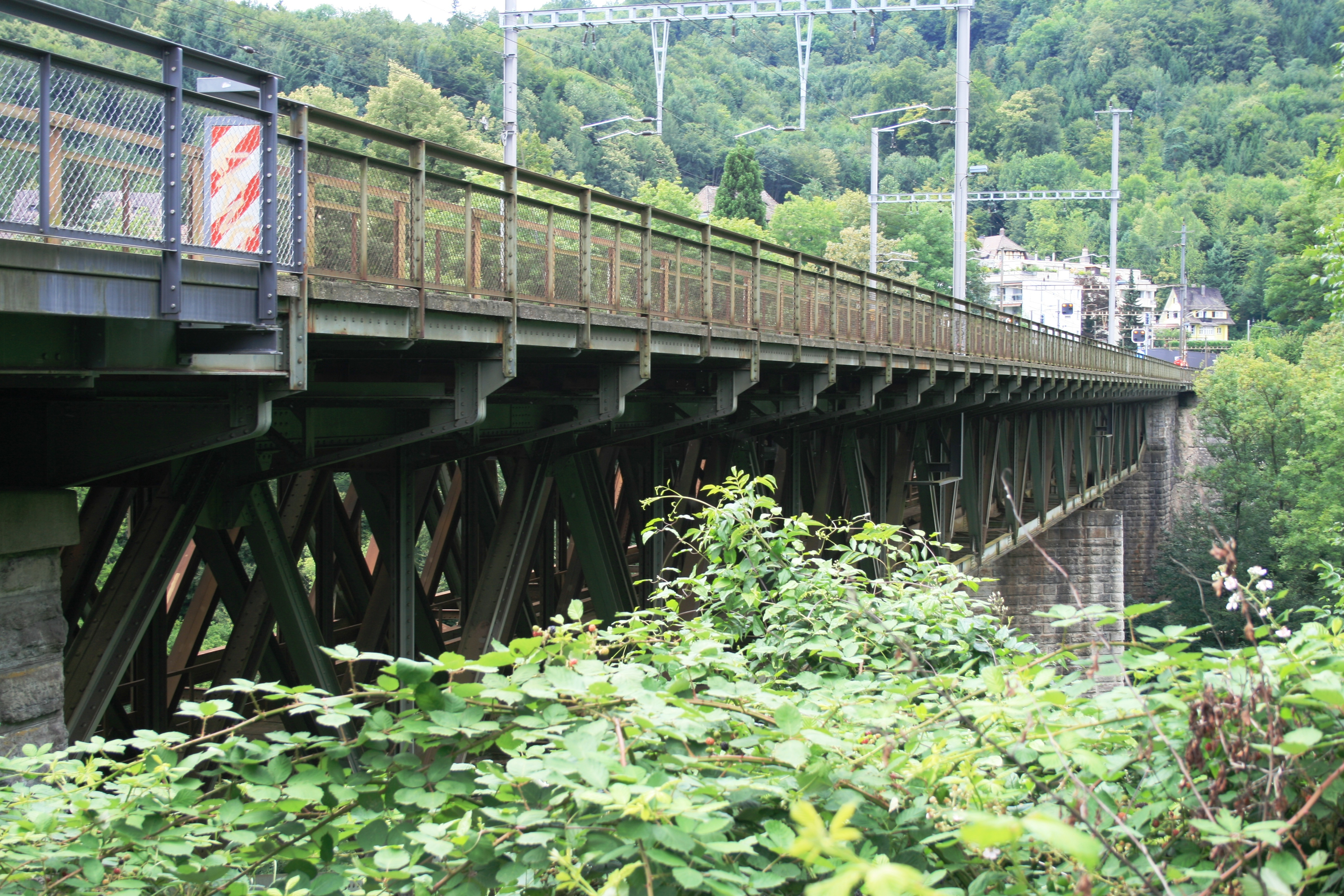
Nordseite
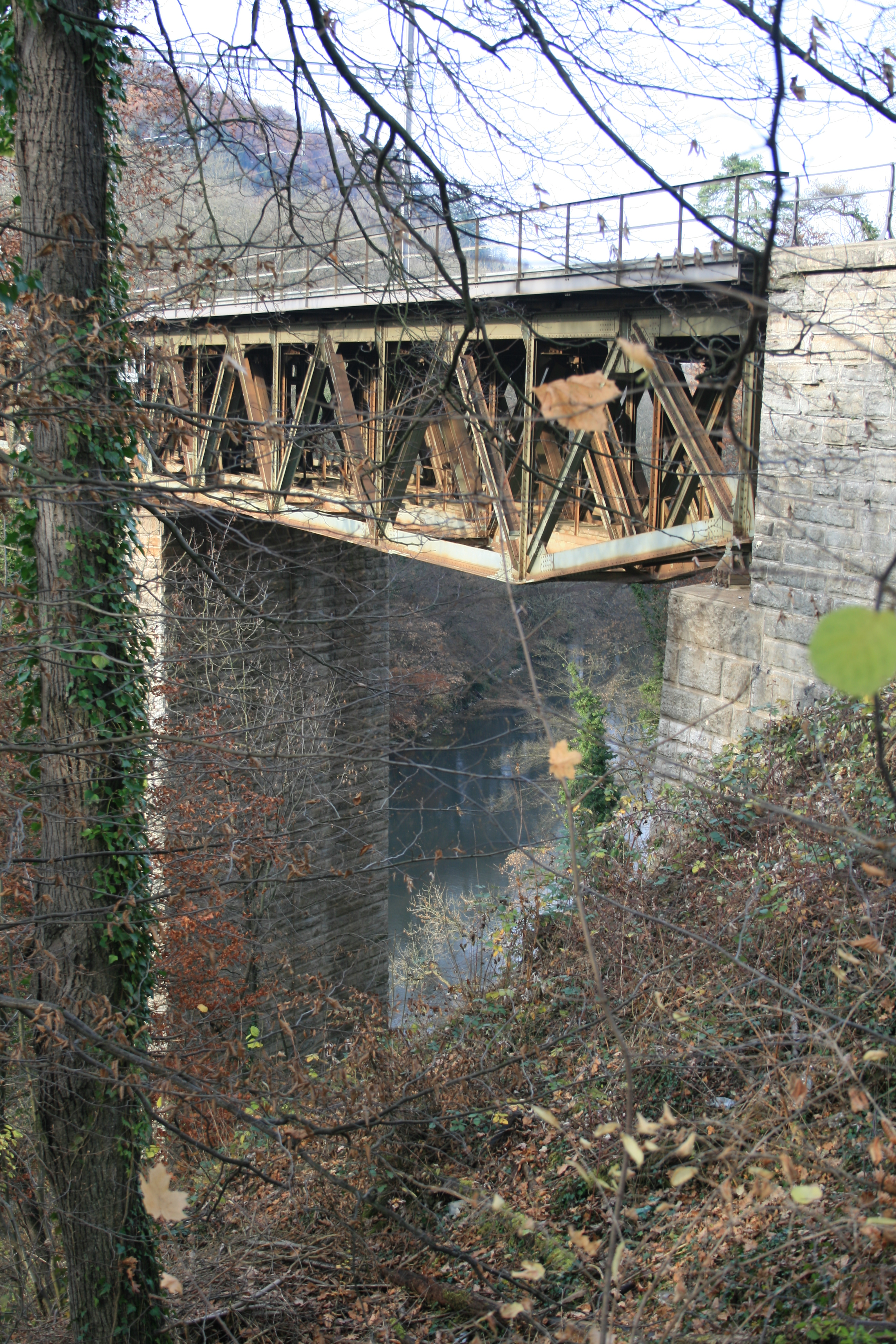
Südseite